# Braccialini
Braccialini  — італійська компанія, виробляє жіночі аксесуари: сумки, гаманці, ремні, рукавички, годинники, взуття, окуляри.

## Історія
Бренд Braccialini утворився з невеликої творчої майстерні, в якій створювалися сумки, прикрашені яскравими вишивками і квітковими аплікаціями. В 1954 році у  Флоренції подружжя Роберто і Карла Браччіаліні створили компанію Braccialini. Протягом двох десятиліть компанія стабільно розвивалася, створюючи свій оригінальний стиль.
Однак в 1976 році помер Роберто Браччіаліні, його дружині Карлі Браччіаліні довелося докласти неймовірних зусиль, щоб зберегти сімейний бізнес. Разом з синами Ріккардо і Массімо вона практично заново створила компанію.
Карла Браччіаліні не тільки стояла біля витоків створення неповторного стилю Braccialini, а й була його повноправним творцем. Карла ввела в створення сумок нові матеріали - компанія починає працювати переважно з шкірою, щедро прикрашаючи вироби напівдорогоцінним камінням і іншими фантазійними декоративними елементами найяскравіших кольорів. Стиль Braccialini стає відомий завдяки таланту Карли: вона експериментує не тільки зі шкірою, але і вельветом, шовком, приділяючи особливу увагу поєднанню кольорів і дрібним деталям.
Карла Браччіаліні зробила ставку на форму, і під маркою Braccialini стали випускатися по-дитячому зворушливі сумочки в формі машинок, автобусів, будильників, рибок і дискових телефонів.
В 1987 компанія Braccialini уклала ліцензійну угоду з англійським дизайнером Вів'єн Вествуд на виробництво аксесуарів.
В 2000 році Braccialini створює альянс з модною корпорацією Mariella Burani Fashion Groupe.
Сьогодні модний будинок Braccialini випускає колекції під власними брендами: Braccialini, Tua by Braccialini, Looney Tunes і ліцензійними брендами: Mariella Burani, Vivienne Westwood.